# Somua S-35
O SOMUA S 35 foi um carro de combate de cavalaria francês da Segunda Guerra Mundial. Construído de 1936 até 1940 para equipar as divisões blindadas da Cavalaria, foi para a época um tanque de peso médio relativamente ágil, superior em blindagem e armamento aos seus concorrentes franceses e estrangeiros, como as versões contemporâneas do alemão carro médio Panzer III. Foi construído a partir de seções de blindagem bem inclinadas, principalmente fundidas, que, no entanto, tornavam sua produção cara e demorada para manter.
O S 35 às vezes é descrito como o melhor tanque médio da década de 1930.
Durante a invasão alemã de maio de 1940, o SOMUA S 35 provou ser um tipo taticamente eficaz, mas isso foi negado pelos erros estratégicos do comando francês na no emprego das suas divisões blindadas de cavalaria. Após a derrota da França em junho de 1940, limitando a produção a um total de cerca de 440 unidades. Os SOMUA S 35 capturados foram usados pelas potências do Eixo, alguns deles na Frente Oriental e nos Bálcãs - onde um foi capturado por partisans iugoslavos. O Exército Francês do Norte da África utilizou o SOMUA S 35 nas batalhas da Tunísia ao lado dos Aliados na fase final da campanha do Norte da África.
Um tipo derivado, o SOMUA S 40, com uma suspensão melhorada, couraça rebaixada e blindagem de torre soldada, havia sido planejado para substituir a versão original nas linhas de produção em julho de 1940. Acordos para produzir este tipo melhorado para benefício da França de Vichy, Alemanha e Japão, em última análise, não levaram a nenhuma fabricação.

## Desenvolvimento

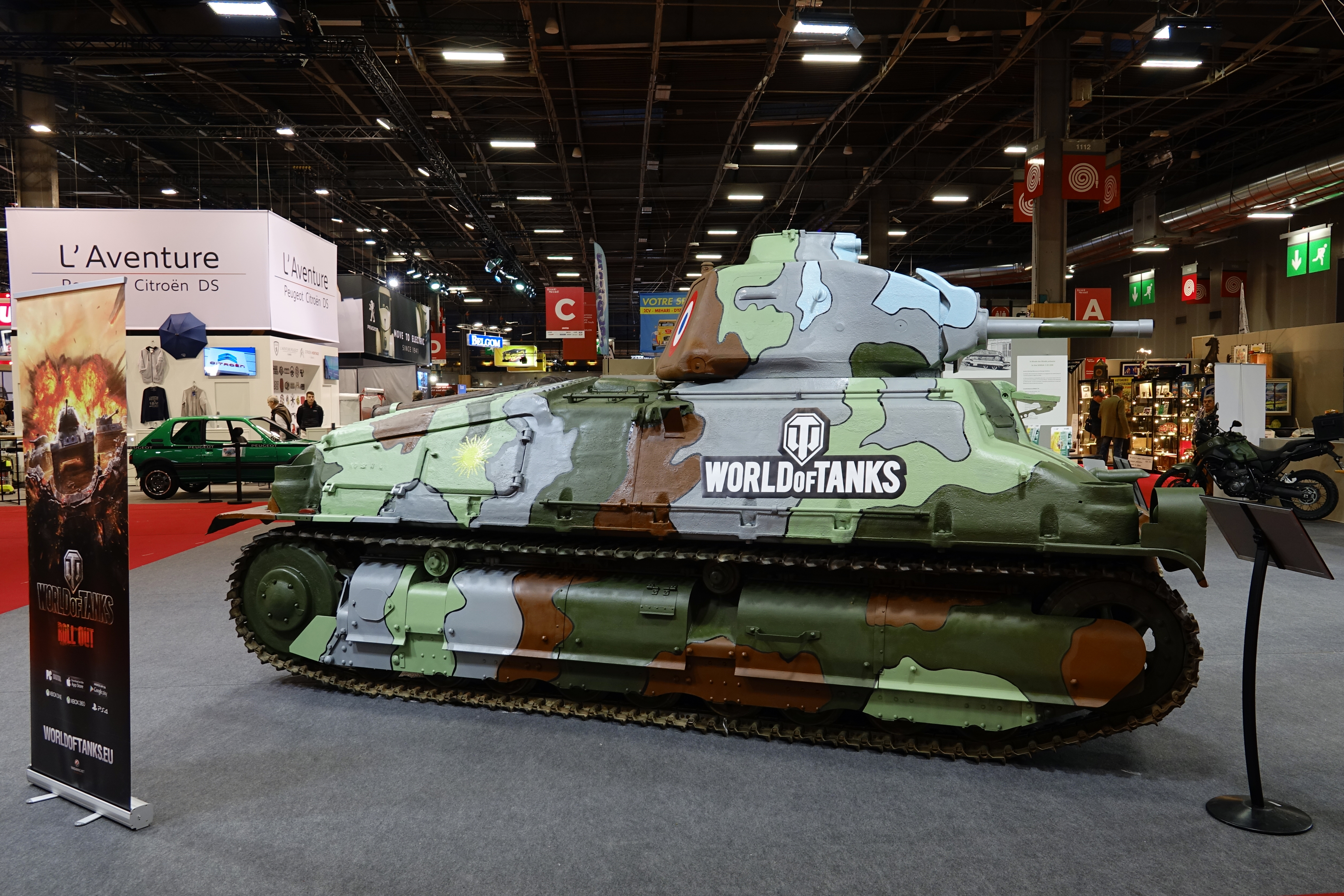
SOMUA S-35 do Museu de Blindados de Saumur na exposição Rétromobile 2020 com o slogan do jogo World of Tanks.

O projeto do SOMUA S 35 vem das especificações alteradas de 26 de junho de 1934 para uma Automitrailleuse de Combat (AMC) emitida para uso da cavalaria. Estes exigiam um projeto muito mais pesado do que o originalmente especificado em 1931. O novo tipo tinha que ser imune às armas antitanque contemporâneas. Em 17 de maio, o Exército já havia contatado uma subsidiária da Schneider et Cie - a Société d'Outillage Mécanique et d'Usinage d'Artillerie (SOMUA) com sede em Saint-Ouen, na Ilha de França - para construir um protótipo. A empresa aceitou esta proposta em 16 de julho e a construção começou em 12 de outubro de 1934. O protótipo, com o nome AC3, ficou pronto em 14 de abril de 1935. Ele foi testado de 4 de julho a 2 de agosto de 1935. Em seguida, foi produzida uma pré-série de quatro de um tipo aprimorado, o AC4, para ser testado até 27 de janeiro de 1938. Esses primeiros veículos tinham a torre padrão APX1, equipada com o canhão curto SA 34 de 47mm. Em 25 de março de 1936, o projeto AC4 foi aceito como o tanque médio padrão da cavalaria francesa com o nome oficial Automitrailleuse de Combat modèle 1935 S (AMC 1935 S), quando um primeiro pedido para cinquenta foi feito. O tanque era então mais comumente conhecido como SOMUA S 35 (S para SOMUA e 35 de 1935, seu ano de introdução).
Os veículos de produção em massa teriam o canhão SA 35 mais longo. Originalmente, uma produção total de seiscentos foi planejada para fornecer a cada uma das três divisões blindadas de cavalaria duzentos tanques. Mais tarde, as restrições orçamentárias levaram a uma aquisição mais gradual e limitada. Em 1936, um segundo pedido foi feito de cinquenta, seguido por cem em 1937, e dois pedidos de 125 cada em 1938, resultando em um total de pedidos pré-guerra de 450 unidades.

## Características técnicas

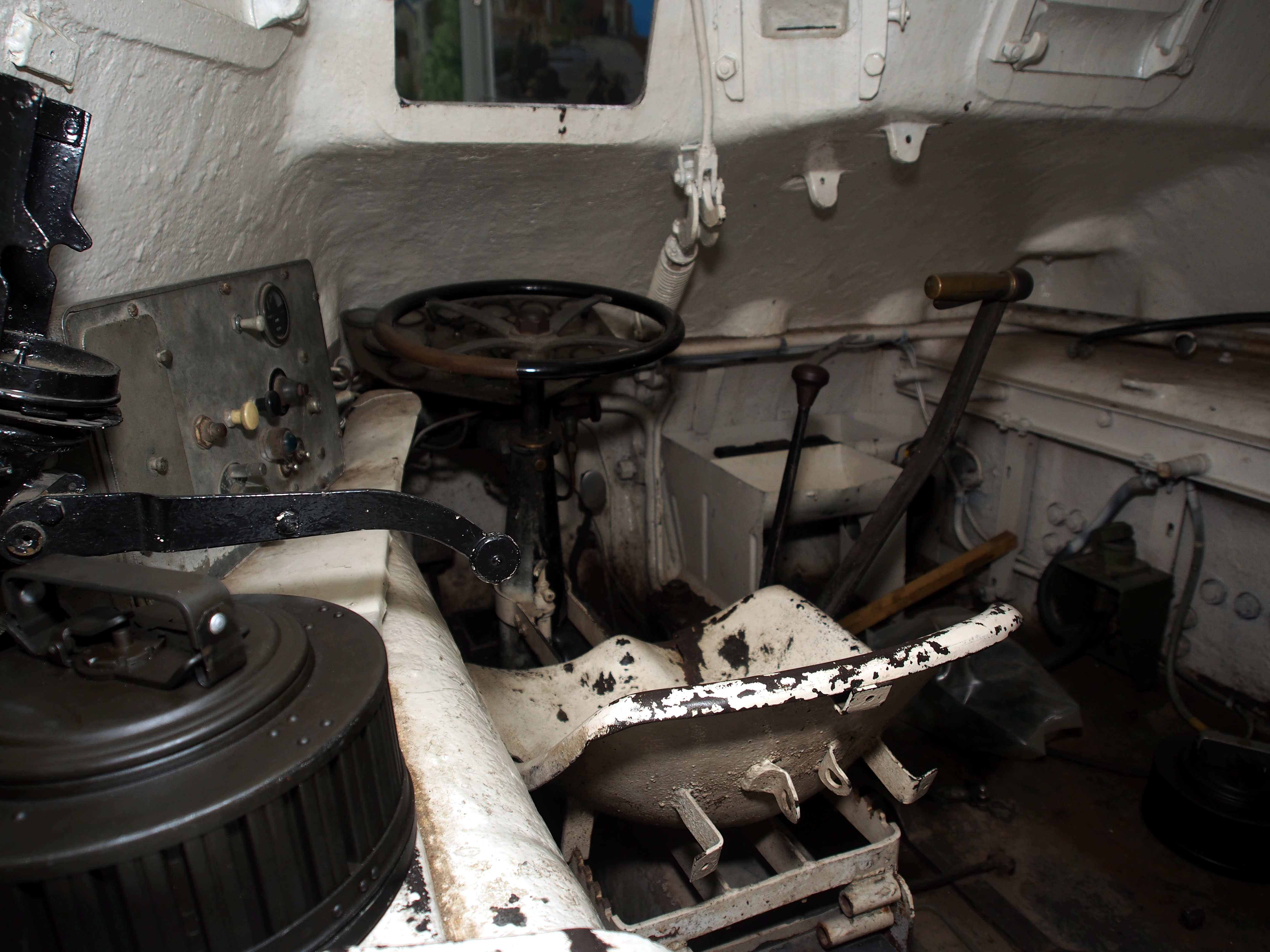
Posto de pilotagem do SOMUA S-35.

A couraça e a torre eram fundidas com espessura máxima de 47mm e 40mm respectivamente — o primeiro de quatro seções, aparafusadas: duas placas longitudinais formavam o fundo; a superestrutura foi dividida em uma seção frontal e traseira. A torre era uma variante do APX 1 usado no Char B1: o APX 1 CE (chemin élargi) com um anel de torre maior de 1,130mm (44 pol.) em oposição aos 1.022mm (40,2 pol.), permitindo ao operador de rádio auxiliar o comandante a carregar a arma de um estoque de munição de 118 granadas (90 AP, 28 HE) e 2.250 tiros de metralhadora. Tal como acontece com o Char B1, o comandante era completamente sobrecarregado; esperava-se que ele comandasse o carro enquanto também carregava, apontava e disparava o canhão principal de 47mm SA 35 - embora pelo menos o serviço de rádio pudesse ser deixado para outro membro da tripulação.

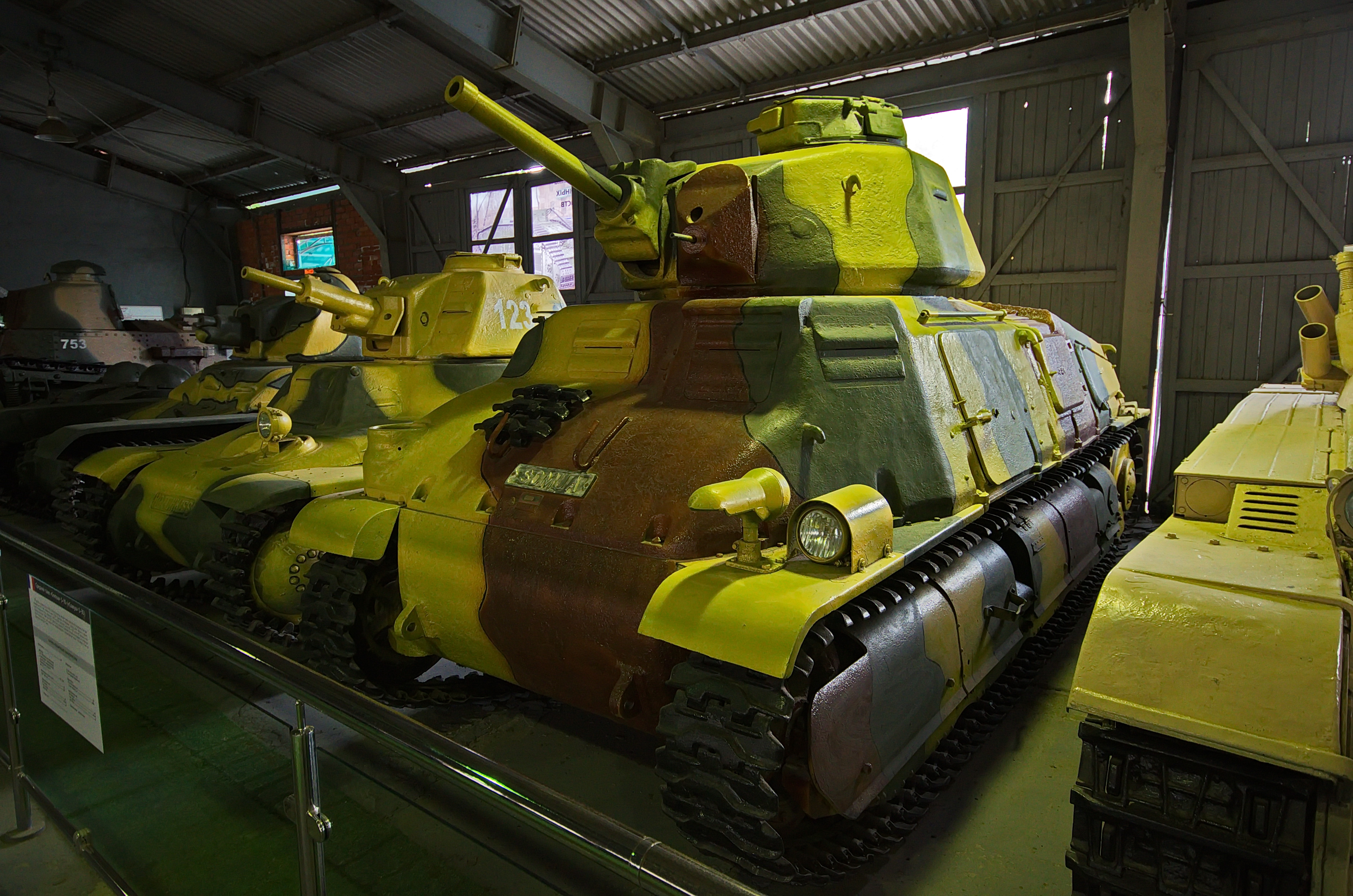
SOMUA S-35 no Museu de Blindados de Kubinka, na Rússia.

Os rádios foram planejados para fazer parte do equipamento padrão dos S 35. Na prática, o comandante do pelotão tinha um ER 29 (émetteur-récepteur / emissor-receptor) configurado para comunicações com um nível de comando mais alto, mas a falta dos conjuntos ER28 de curto alcance para comunicação dentro do pelotão significava que os outros quatro tanques do pelotão nunca foram equipados com qualquer forma de rádio, embora em algumas unidades todos os tanques tivessem antenas: o programa para encaixar os próprios aparelhos foi adiado até o verão de 1940 e, portanto, ultrapassado pelos acontecimentos.
A suspensão foi projetada por Eugène Brillié, o mesmo homem que desenvolveu o primeiro tanque francês, o Schneider CA1. Ele havia trabalhado com a empresa tcheca Škoda e baseou seu projeto no LT-35: oito rodas de estrada emparelhadas em quatro truques com molas de lâmina e uma roda de tensão igualmente grande. Os primeiros cinqüenta veículos tinham lagartas compostos por 144 elos de esteira, cada elo com comprimento de 75mm; veículos posteriores tinham 103 elos de 105mm de comprimento.
O motor ficava na parte traseira do chassis lado a lado com dois tanques de combustível autovedantes, de 100 e 410 litros respectivamente, separados do compartimento de combate por uma antepara anti-chamas. O motor nominal de 200 cv, projetado por Javier-Sabin, extraía combustível do tanque menor, que era reabastecido automaticamente do maior. Equipes inexperientes às vezes cometiam o erro de encher apenas o tanque menor. A manutenção do motor e da suspensão era difícil e demorada, devido a uma acessibilidade ruim, embora isso tenha sido melhorado em veículos posteriores.
O S 35 tinha um sistema automático de extinção de incêndios com vários tanques colocados em pontos críticos, contendo brometo de metila.

## Função tática

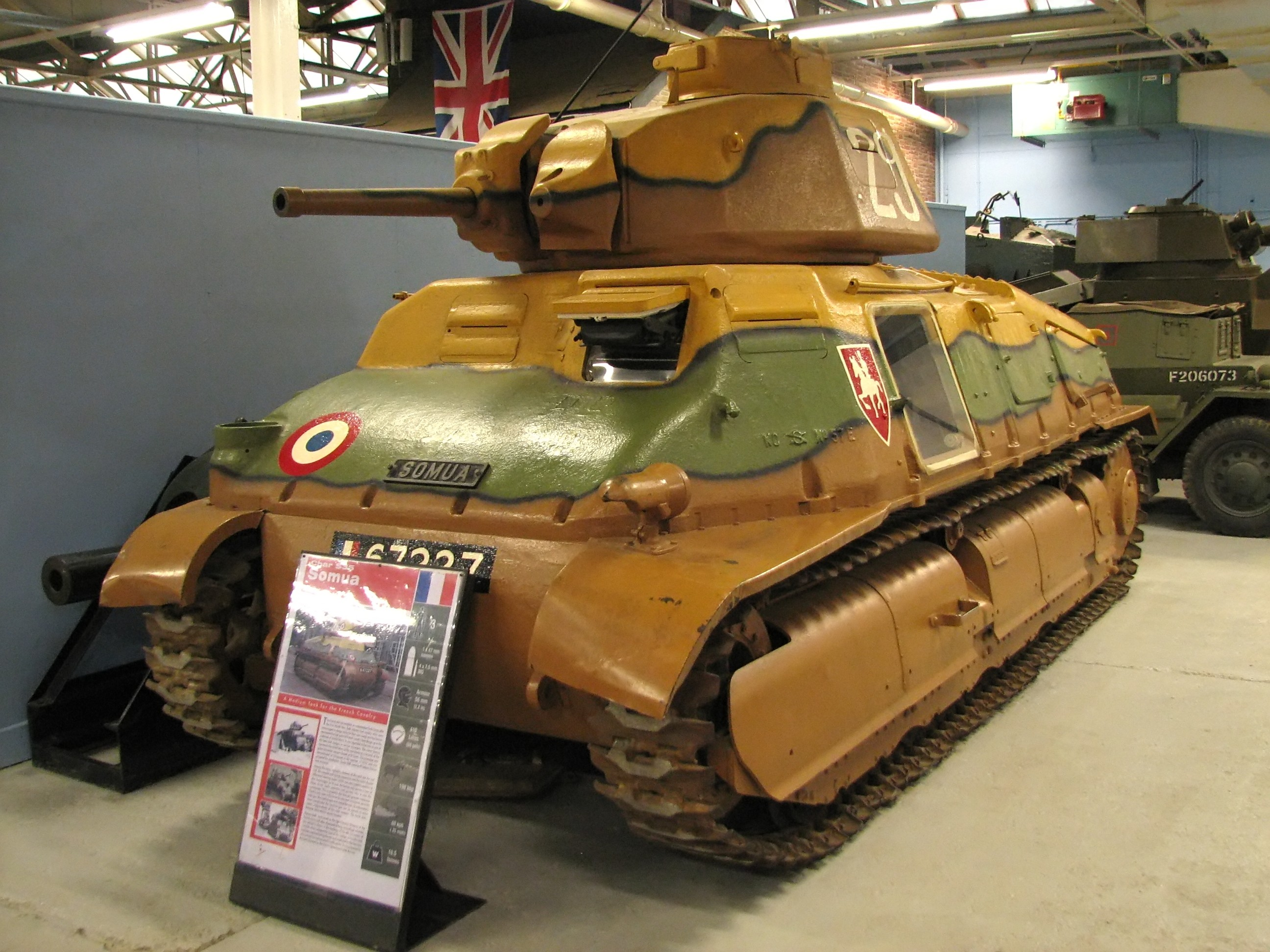
SOMUA S 35 no Museu de Tanques de Bovington, na Inglaterra.

Como os britânicos e os soviéticos, os franceses acreditavam em uma estrita divisão de trabalho entre tanques de cavalaria e tanques de infantaria; por lei, os tanques (chars) eram limitados à Infantaria e a Cavalaria tinha que nomear seus tanques como automitrailleuses.
O Exército Francês preferia travar uma batalha defensiva e estava convencido de que seria vitorioso em tal confronto, mas entendeu que a situação estratégica poderia impor a necessidade de travar uma guerra ofensiva; durante a Segunda Guerra Mundial, em 1941, grandes ofensivas contra a Alemanha foram planejadas, com base em uma esperada superioridade material francesa e britânica. Cada uma das duas fases de uma ofensiva – o avanço de rompimento da Infantaria e a exploração do êxito da mesma pela Cavalaria – exigia seu próprio veículo especializado, com a AMC projetada para combater os blindados inimigos. O SOMUA S 35 foi otimizado para cumprir este último papel; tinha boa velocidade, um alcance adequado, uma arma poderosa o suficiente para destruir facilmente seus dois prováveis oponentes - o soviético BT-7 e o alemão Panzer III - e blindagem grossa o suficiente para ser praticamente imune ao fogo de ambos em distâncias normais de batalha; a blindagem de qualquer tanque alemão em maio de 1940 poderia ser penetrada pelo canhão de 47 mm do S 35 até um alcance de 1 000 metros. Assim, poderia realizar penetrações estratégicas profundas e destruir as reservas de blindados inimigas tentando evitá-las, possuindo uma boa capacidade antitanque. Por suas qualidades, o S 35 é às vezes descrito como o melhor tanque médio dos anos de 1930.

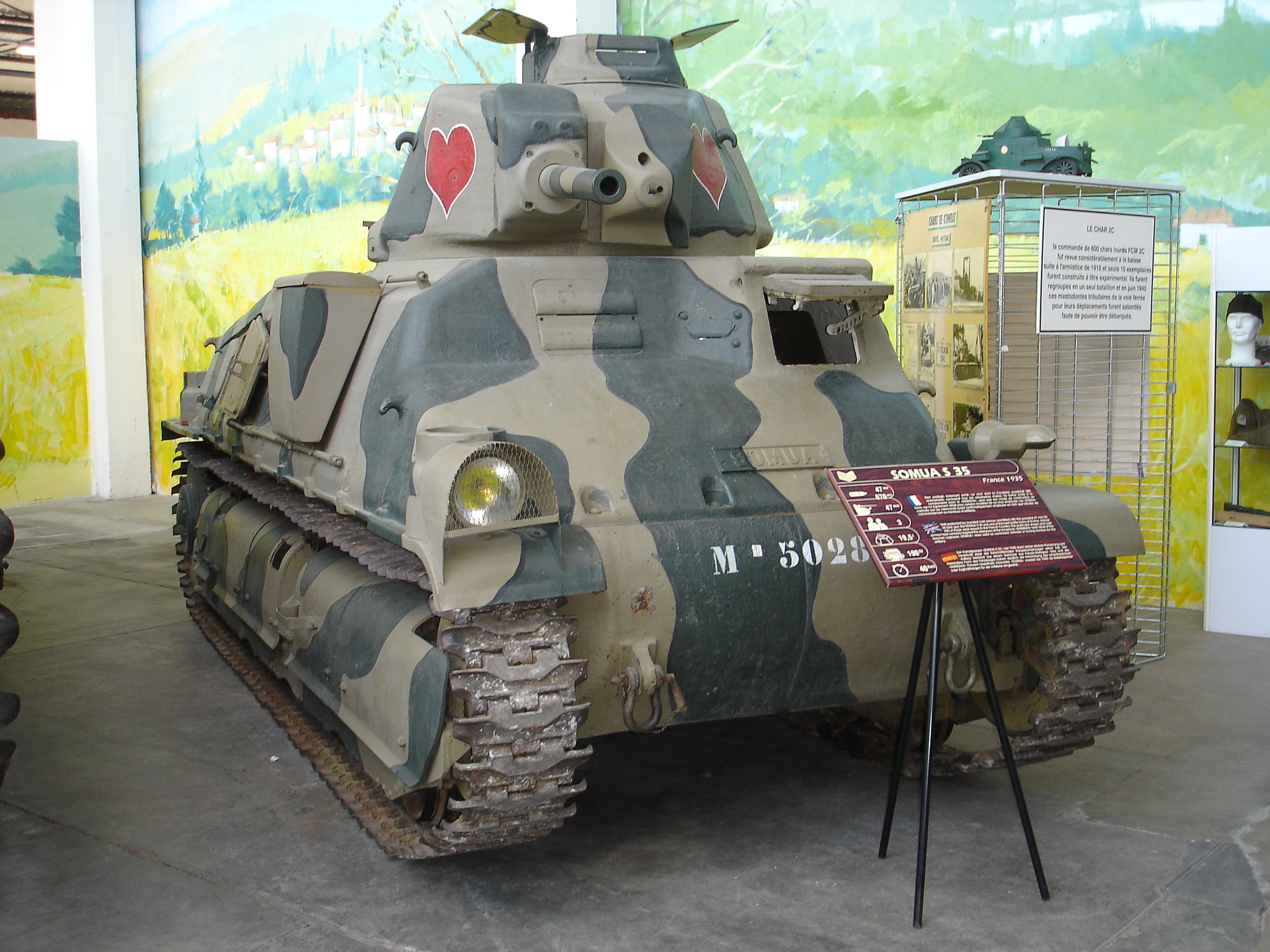
O tanque S 35 exibido no prédio do Museu de Blindados de Saumur. A escotilha da cúpula adicionada pelos alemães é claramente visível.

A cavalaria francesa, no entanto, julgou seu tanque principal imperfeito em muitos aspectos. A torre de um único homem, embora hoje seja normalmente mencionada como sua desvantagem mais importante, não foi vista como uma grande falha. Um comandante deveria adquirir tal grau de destreza que sua carga de trabalho não negasse a falta de necessidade de coordenar as ações de três homens em uma tripulação de torre maior ou a vantagem de uma reação mais rápida por causa de uma velocidade de rotação superior. No início, era necessária uma torre de dois homens, mas quando se verificou que isso reduziria a proteção da blindagem, foi abandonada em favor de moldes de aço mais espessos. A variante de torre CE atenuou a carga de trabalho do comandante, pois constituía uma torre de "um homem e meio".
A Cavalaria reconheceu três falhas nos níveis tático, operacional e estratégico. A principal falha tática foi a cúpula sem escotilha, forçando o comandante a lutar fechado dentro da torre. Isso foi causado pela necessidade de adotar a torre APX-1, puramente por razões orçamentárias. A torre APX4 do Char B1 bis enfrentou críticas semelhantes da Infantaria.
A falha operacional foi sua baixa confiabilidade mecânica. As unidades de suspensão eram muito fracas e complicadas, exigindo enormes esforços de manutenção, especialmente porque os módulos de blindagem fundidos não permitiam um acesso fácil à suspensão e ao motor. Consertar trilhos quebrados em campanha era quase impossível. Esses problemas foram causados pelo fato de que não havia uma instituição central que regulasse o desenvolvimento dos tanques franceses. Os ramos do Exército emitiram especificações muito vagas, deixando para a iniciativa privada apresentar propostas precisas. O estoque nacional de máquinas-ferramenta francesa estava relativamente desatualizado e os projetos dos tanques refletiam as limitadas instalações de produção existentes. Introduzir uma suspensão Christie — a solução óbvia — exigia uma modernização industrial completa e o aumento dos padrões de qualidade. Não foi previsto até setembro de 1938, quando começou a cooperação com o Reino Unido para adotar a suspensão de tanques de cruzeiro para o projeto de tanques francês, e então se limitou ao desenvolvimento de um tanque de cavalaria totalmente novo, o AMX 40, sem planejar a introdução desse recurso na produção do S 35/S 40.

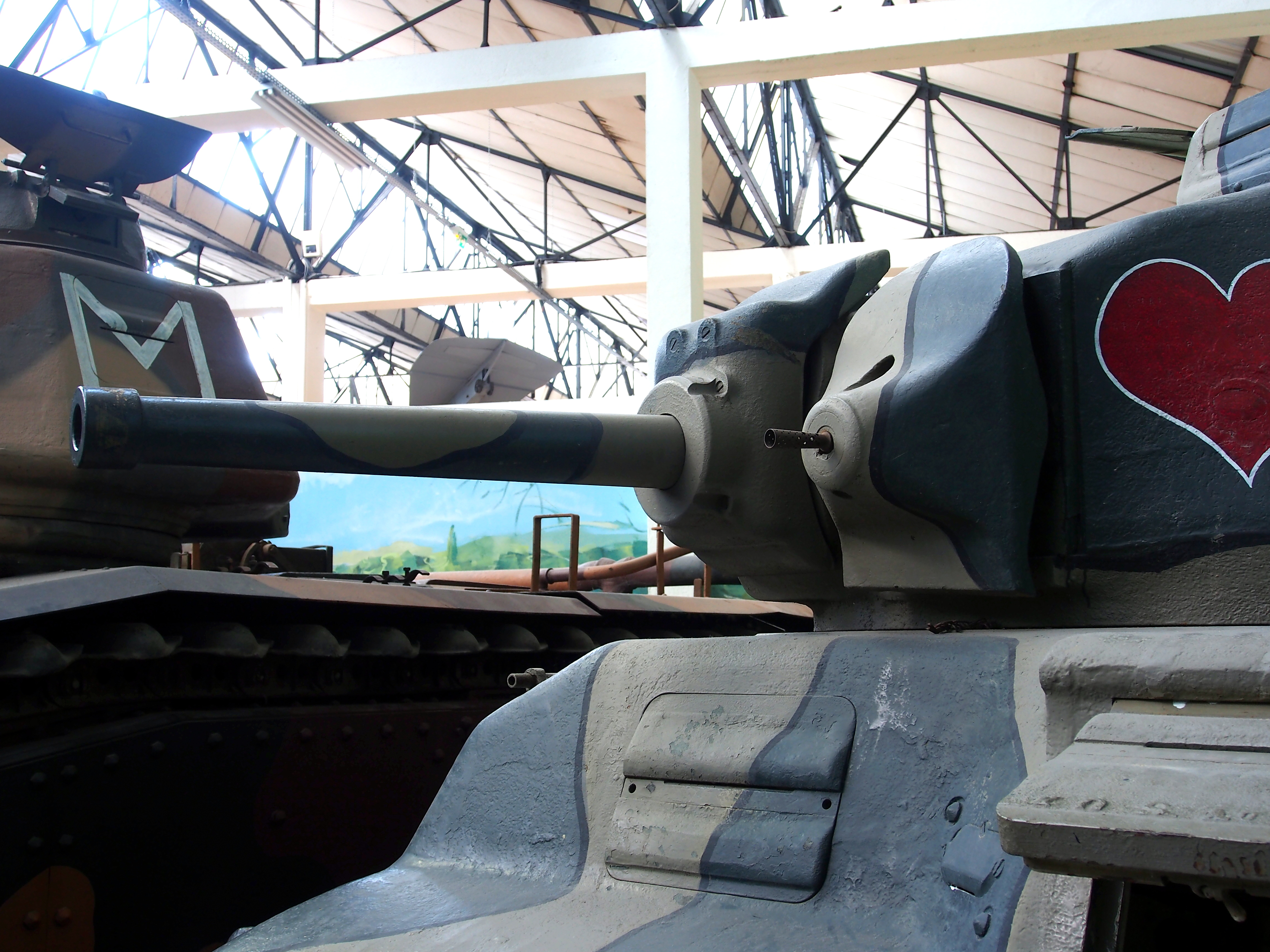
Canhão SA 35 de 47mm.

A falha estratégica foi o alto preço unitário do tanque, 982.000 francos franceses, e o número limitado de grandes seções fundidas que poderiam ser produzidas. O tanque teve que ser complementado por um tipo mais barato, e o único disponível era o Hotchkiss H35, muito inferior em blindagem, armamento e velocidade, mesmo depois de ter sido aprimorado para a variante "H39". A Cavalaria tinha uma opinião muito baixa sobre o valor de combate deste tanque leve. Ela decidiu manter um grande número de carros S 35 no núcleo de suas divisões blindadas e rejeitou o método fácil de criar mais unidades dividindo os S 35 entre as Divisões Leves de Cavalaria - em contraste com os alemães que distribuíram o número também baixo de carros Panzer III parcialmente nas suas Leichte Kavalleriedivisionen (Divisões de Cavalaria Leve) - uma decisão-chave que transformaria as Divisões Mecanizadas Leves em verdadeiras divisões blindadas.
A Cavalaria também decidiu contra a produção em massa contínua de veículos ainda mais leves, como o AMR 35 e o AMC 35. Isso novamente implicava que os alemães teriam em maio de 1940 uma grande superioridade em unidades blindadas grandes e estrategicamente móveis, de dez a três, porque as quatro divisões blindadas francesas da Infantaria não possuíam artilharia e infantaria orgânicas suficientes para operar efetivamente em um papel independente. A França pretendia criar muito mais divisões blindadas para uso em uma ofensiva decisiva em 1941. Como a capacidade de produção francesa de seções de blindagem fundidas era insuficiente, no momento da derrota estavam em andamento negociações para empregar produtores americanos, e durante a crise causada pelos ataques alemães em junho, chegaram a propor que as empresas americanas construíssem dois mil veículos.

## Produção e histórico operacional

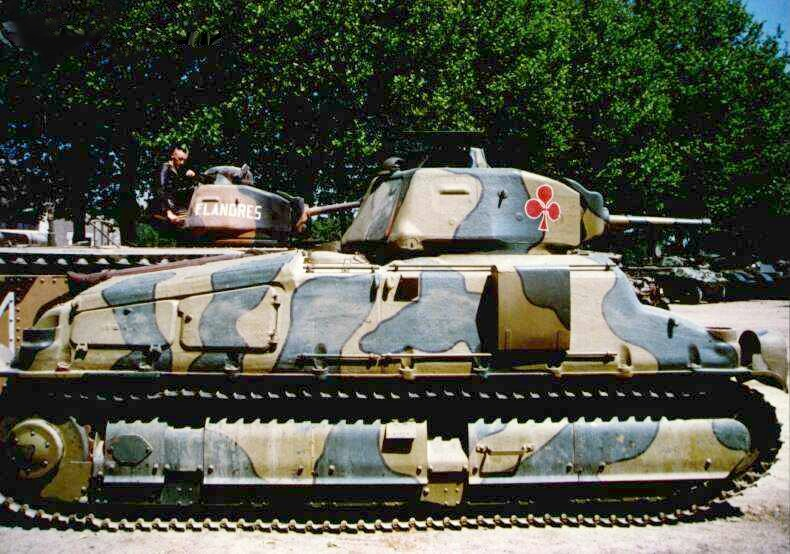
SOMUA S35 em condição de rodagem no Carrousel anual em Saumur.

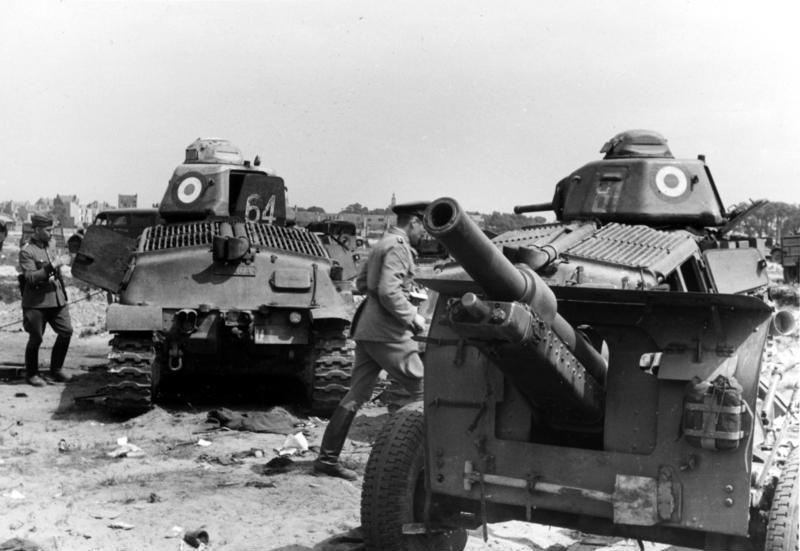
Carros SOMUA S 35 capturados pelos alemães perto de Dunquerque em 1940.

Quatro tanques da pré-série AC4 do S 35 entraram em serviço em janeiro de 1936 com o 4e Cuirassiers. Em 15 de abril de 1937, os dois primeiros chassis da série principal deixaram a fábrica. Estes, produzidos a uma taxa planejada de doze por mês, ainda precisavam ser unidos às suas torres. No final de 1937, o canhão SA 35 ficou disponível e as entregas de tanques acabados da principal série de produção puderam começar. Em 15 de janeiro de 1938, quatro deles estavam operacionais. Em julho de 1938, 128 chassis foram entregues, mas apenas 96 tanques foram concluídos com torres. Na primavera de 1939, o número de tanques operacionais aumentou para 192, as duas divisões blindadas da Cavalaria atingiram sua força nominal. Em 1º de setembro de 1939, o início da guerra, 270 foram produzidos e 246 entregues. Nesta data, 191 serviam com as tropas, 51 estavam no depósito e quatro haviam sido enviados de volta à fábrica para revisão. Após a eclosão da guerra, em 21 de setembro foi feito um sexto pedido de cinquenta, seguido por um pedido final de 324, elevando o total encomendado para 824. Mais tarde foi decidido que a partir do 451º veículo os tanques seriam do tipo S 40 melhorado. A produção de fato totalizou cerca de 440 em junho de 1940, incluindo o protótipo e a pré-série.
Destes, cerca de 288 estavam em serviço de linha de frente no início da Batalha da França, com as três divisões blindadas da Cavalaria, as Divisions Légères Mécaniques ou Divisões Leves Mecanizadas ("leves" aqui significando "móveis", não eram leves no sentido de estarem levemente equipadas). Cada uma delas tinha uma força orgânica de quatro esquadrões com vinte S 35; cada esquadrão, no entanto, tinha uma reserva de material de dois tanques, um deles geralmente usado pelo comandante do esquadrão, resultando em um total de 88 veículos por divisão; os comandantes de regimentos e brigadas na prática também tinham tanques pessoais. Além disso, 31 estavam presentes na reserva geral de materiais, 49 nos estoques da fábrica e 26 estavam em processo de aceitação.
Esses veículos foram posteriormente emitidos para várias unidades ad hoc, como a 4e Division Cuirassée (4e DCr, comandada pelo Coronel Charles de Gaulle) que recebeu 39, parte do 3e Cuirassiers, a 4ª DLM (10) e alguns Corps-francs Motorisés (cerca de 25). Também as 1ª, 2ª e 3ª DLM destruídos foram reconstituídos com um pequeno número de tanques, as duas primeiras divisões receberam dez S 35, a terceira vinte; os S 35 serviram ainda com o 7e Cuirassiers (25) e um pelotão de três estava presente no 3e RAM da 3e DLC.
Em maio de 1940, durante a Batalha da França, os DLM foram encarregados da difícil manobra de realizar um rápido avanço nos Países Baixos, seguido por uma ação de contenção para permitir que as divisões de infantaria que seguiam atrás se entrincheirassem. O 2ª e o 3ª DLM concentraram-se no passo de Gembloux entre Louvain e Namur, onde não havia obstáculos naturais para impedir um avanço alemão. Eles tiveram que se espalhar um pouco para manter esse setor contra incursões das 3ª e 4ª Divisões Panzer alemãs. Isso era necessário pela situação tática local e não refletia alguma diferença fundamental na doutrina entre o uso das DLM e as Panzerdivisionen. Ambos os tipos de unidades eram muito semelhantes em equipamentos, treinamento e organização, pois as divisões blindadas alemãs também se destinavam principalmente à exploração estratégica, enquanto a fase de rompimento era preferencialmente deixada para a infantaria. A batalha de tanques resultante, ocorrida de 13 a 15 de maio, a Batalha de Hannut, foi – com cerca de 1 700 carros de combate participando – a maior até aquele dia e ainda é uma das maiores de todos os tempos. Os SOMUA S 35 deram uma boa conta de si mesmos, provando serem de fato superiores aos tanques alemães em combate direto, mas foram empregados com bastante hesitação, pois o Alto Comando Francês supôs erroneamente que o passo era o Schwerpunkt (ponto focal) alemão e tentou preservar seus melhores tanques para bloquear ataques subsequentes do resto da Panzerwaffe.

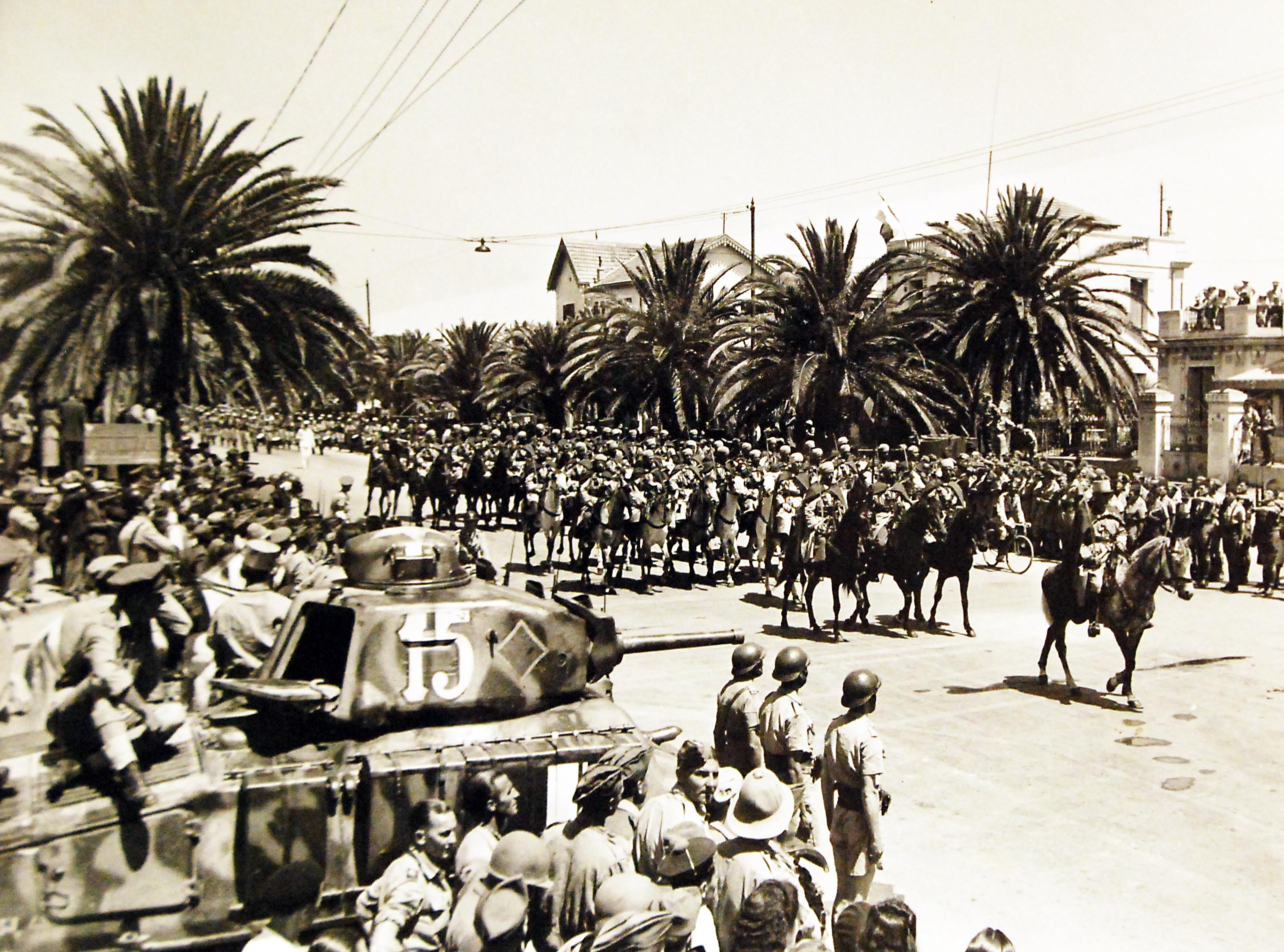
A tripulação de um SOMUA S 35 da 12e RCA observando o desfile de Spahis franceses em Túnis, 20 de maio de 1943.

Conforme ocorreu, o ataque foi realmente uma finta e as forças do norte corriam o risco de serem cortadas pelo avanço alemão ao sul de Namur, a 1ª DLM que se moveu muito rapidamente duzentos quilômetros ao norte para ajudar os holandeses, foi apressadamente redirecionada para o sul novamente. A desordem resultante e as quebras da maioria de seus S 35 tornaram esta unidade, a mais poderosa de todas as divisões aliadas, impotente; ela foi derrotado pela 5ª Divisão Panzer alemã em 17 de maio.
As outras DLM travaram uma batalha de atraso, participaram da Batalha de Arras e depois se desintegraram. Engajar sua única reserva de blindados estrategicamente móvel no início da batalha tornou o Exército Francês fatalmente vulnerável a uma surpresa estratégica alemã.
Após o armistício de 22 de junho de 1940, vinte e três SOMUA S 35 foram autorizados a serem enviados para a África Ocidental para reforçar o domínio do regime de Vichy naquela região. Eles foram emitidos para o 12º Regimento de Chasseurs d'Afrique que, depois que as forças francesas na África se juntaram aos Aliados, os operaram contra as forças alemãs e italianas durante a Campanha da Tunísia. Depois de participarem do desfile da vitória em Túnis, os S 35 da 12e RCA foram substituídos por tanques médios M4 Sherman; mas as equipes frequentemente afixavam a placa do SOMUA em seus novos tanques.
Após a libertação da França em 1944, uma unidade blindada foi criada, o 13e Régiment de Dragons, usando material francês, entre os quais dezessete tanques S 35.

## Serviço estrangeiro

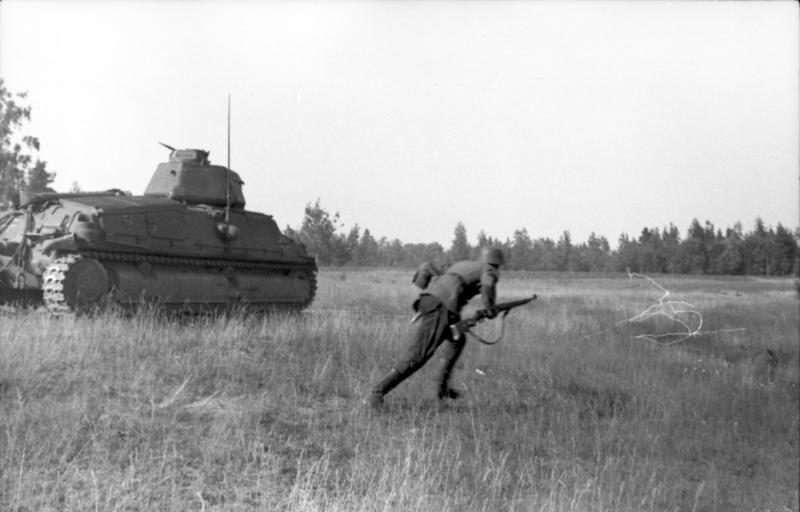
Um Panzerkampfwagen 35-S 739(f) avançando com um soldado alemão na região norte da Rússia, setembro de 1941.

Após a queda da França, vários S 35 (297 foram capturados de acordo com algumas fontes) foram colocados em serviço com a Wehrmacht sob a designação Panzerkampfwagen 35-S 739(f). Os alemães modificaram a cúpula cortando sua tampa e instalando uma escotilha simples. Em 10 de dezembro de 1940, foi formada a primeira unidade de tanques alemã equipada com o Beutepanzer francês: o 201. Panzerregiment com 118 tanques; 36 deles eram SOMUA S 35, o resto carros leves Hotchkiss H35 do modelo "38H" no sistema alemão. Em 10 de fevereiro de 1941, o 202. Panzerregiment foi estabelecido; ambos os regimentos foram unidos na Panzerbrigade 100. Em 27 de janeiro, o 301. Panzerabteilung independente foi formado com veículos franceses; a força orgânica total de S 35 na Wehrmacht era, portanto, noventa carros.
Em 22 de março, este batalhão independente substituiu o 2º Batalhão do 201. Panzerregiment, cujo batalhão fora renomeado Panzer-Abteilung 211 e enviado para a Finlândia em junho, a única grande unidade alemã equipada com os S 35 que lutaria na Frente Oriental; alguns foram empregados pela 22. Panzerdivision perto de Sebastopol em 1942.

As 21 e 25. Panzerdivisionen em 1943 usaram alguns S 35 ao reformarem-se depois de terem sido em grande parte destruídas. Alguns veículos tiveram sua superestrutura removida e foram usados para treinamento de motoristas, enquanto outros foram usados para tarefas de segurança. Algumas dessas unidades lutaram na Normandia em 1944, como o 100. Panzer Ersatz und Ausbildungs-Abteilung e o 206. Panzer-Abteilung, enquanto outras foram usadas na Iugoslávia para missões anti-partisan (7. SS-Freiwilligen-Gebirgs-Division "Prinz Eugen", 12. Panzer-Kompanie zbV e I./Panzer-Regiment 202). Ainda havia doze SOMUA S 35 listados como em serviço alemão em 30 de dezembro de 1944.

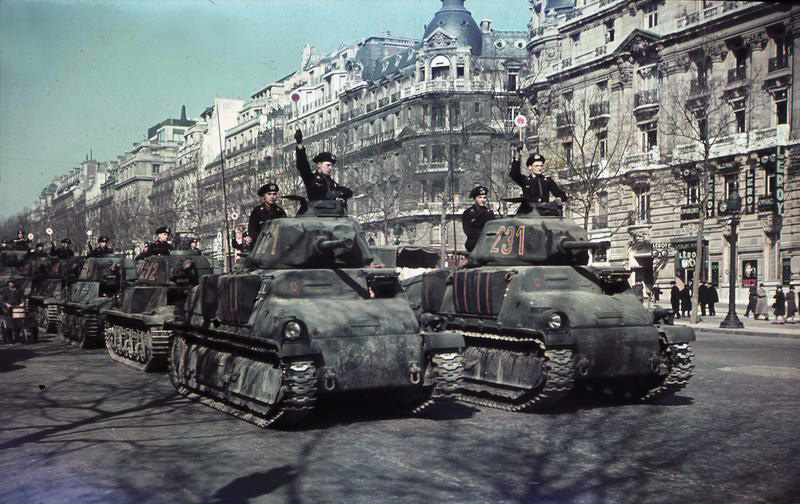
Desfile alemão com blindados Somua S-35 e Hotchkiss H 38 no Champs-Élysées, em Paris, 1941.
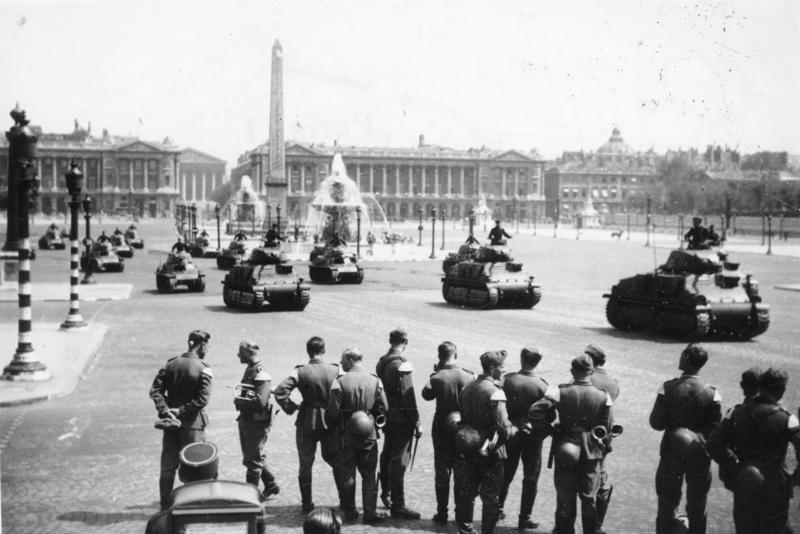
Parada blindada alemã na Place de la Concorde, em Paris, em julho de 1941.
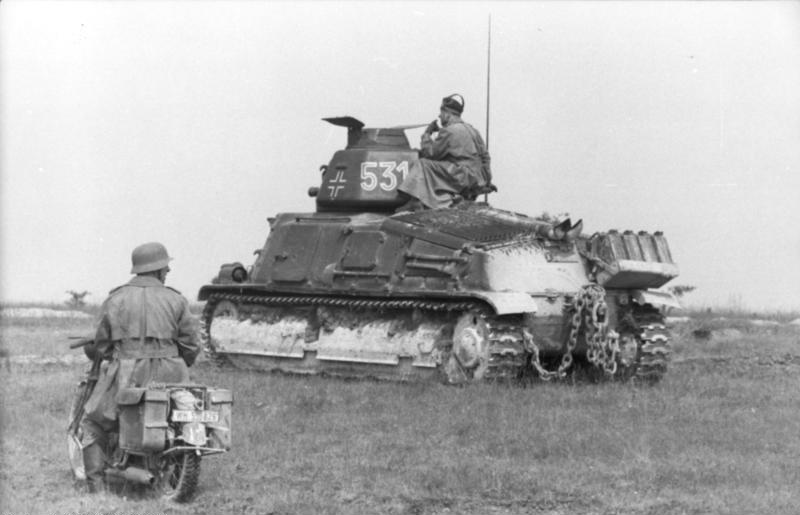
SOMUA S 35 de treinamento na França, 1941.
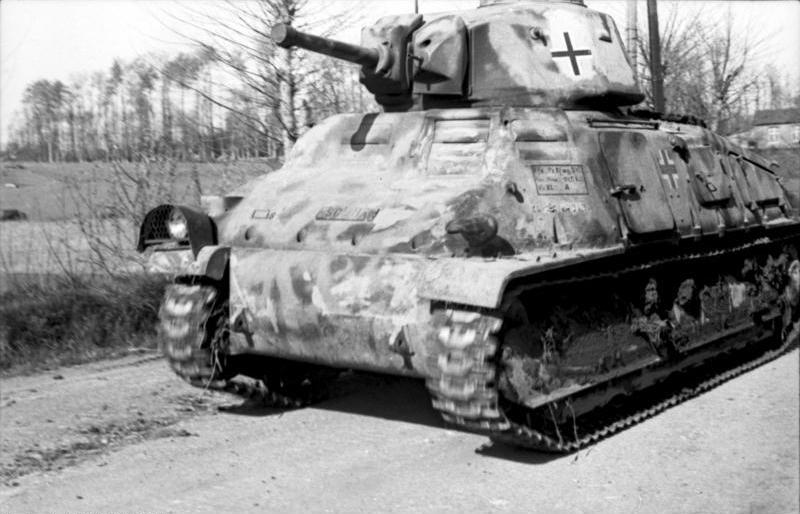
Um Somua S-35 da Wehrmacht alemã circulando em estradas rurais no Flandres, 1944.

Alguns dos SOMUA S 35 capturados pelos alemães foram entregues aos seus aliados:
- 32 para a Itália em 1941,
- dois para a Hungria em 1942,
- seis para a Bulgária em 1943.

Eles foram usados pelos italianos para equipar o Batalhão de Tanques CC "S35" para o 131º Regimento de Infantaria de Tanques, antes de serem transferidos para o XIII Corpo de Exército na Sardenha. Os veículos búlgaros foram usados após a guerra por unidades policiais. Um veículo capturado pelos partisans de Tito foi reequipado por eles com um canhão britânico de 6 libras, e designado SO-57.

## Protótipos

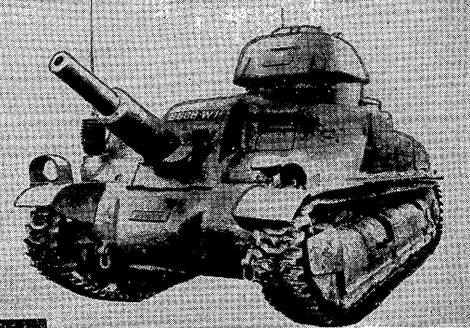
O protótipo SOMUA SAu 40 com um canhão de 75mm.

Em 1937, a SOMUA desenvolveu o canhão autopropulsado SAu 40 de 75mm a partir do S 35. Sua suspensão apresentava uma roda extra para melhorar as capacidades fora de estrada, e o chassis era mais largo. Apenas um protótipo foi construído nesta configuração; lutou em junho, equipado com seu 75mm. 72 unidades foram encomendadas em 1º de maio de 1940. A nova encomenda exigia que o Sau 40 fosse produzido como um caça-tanques autopropulsado, com o poderoso canhão SA 37 de 47mm.
Para resolver algumas das deficiências do S 35, a SOMUA apresentou o tipo AC5 melhorado em 1939. Baseado no chassis SAu 40 e seu projeto Char G1, mas com a largura original, este SOMUA S 40 tinha uma torre ARL 2C soldada e superestrutura fundida redesenhada, tanto para reduzir os custos de produção quanto para melhorar os padrões de proteção, pois as seções fundidas, entregues por dezoito subcontratados, às vezes eram de qualidade inferior. A nova suspensão melhorou fortemente a capacidade de escalada, da qual a Cavalaria havia reclamado oficialmente em novembro de 1938; seu maior peso foi compensado pela redução da altura do chassis em quatorze centímetros, causando um ganho de peso de quatrocentos quilos. Em contraste, a plataforma do motor foi elevada para acomodar um motor melhorado de 230cv, aumentando a velocidade máxima para 45km/h, embora o novo motor ainda não estivesse disponível no verão de 1940. O armamento e a base de blindagem nominal geral permaneceriam os mesmos, mas os primeiros passos para melhorá-los, que poderiam ter evoluído naturalmente para um "S 41", já haviam sido dados na primavera de 1940, quando foram feitos planos para uma torre soldada ARL de 60mm. Em 21 de setembro de 1939, um primeiro pedido foi feito para cinquenta veículos, e pretendia se tornar o principal tipo de produção, substituindo o S 35 a partir do 451º veículo com um total de encomendas chegando a quatrocentos chassis, mas nenhum fora concluído no momento da invasão alemã; os primeiros veículos foram planejados para serem produzidos em julho; seções de chassis já haviam sido moldadas desde novembro de 1939. Dos primeiros 160 veículos, oitenta foram planejados para serem de tipo intermediário, com a antiga torre.
Após o armistício, os planos foram desenvolvidos para retomar a produção, em parte para o benefício das potências do Eixo. Em 28 de maio de 1941, o embaixador alemão na França, Otto Abetz, concluiu um acordo com o governo francês, os Protocolos de Paris. Estes incluíam a intenção de produzir oitocentos SOMUA S 40, duzentos para a própria França e seiscentos para a Alemanha e Itália. No entanto, Hitler, desconfiado de um rearmamento francês, recusou ratificar o acordo.
Em novembro de 1940, o governo japonês solicitou à Alemanha que permitisse a produção para o Japão. Quando o Japão se tornou beligerante através do Ataque a Pearl Harbor, em 9 de fevereiro de 1942, foi decidido que a França produziria 250 SOMUA S 40 para o Exército Imperial Japonês, o primeiro a ser entregue em doze meses, a produção tendo que atingir um pico de oito veículos por mês em dezoito meses. Os eventos de novembro de 1942, quando os alemães e italianos invadiram a zona livre de Vichy, impediram tanto a produção quanto a entrega.
No início de 1942, a França finalmente recebeu permissão para reequipar suas forças com os SOMUA S 40, agora que o tipo se tornara obsoleto e os alemães perderam o interesse. Duas versões foram consideradas em 24 de abril de 1942, ambas equipadas com a torre FCM maior, originalmente desenvolvida para o Char G1. O primeiro estaria armado com o canhão SA 35, operado por uma tripulação de dois homens, o segundo com o canhão SA 37 mais longo colocado em uma torre de três homens. A França previa uma produção de 135 veículos - para equipar três esquadrões de 45 cada - mas os preparativos foram interrompidos em novembro de 1942, quando toda a França foi ocupada. No entanto, um desenvolvimento clandestino continuou, de um SARL 42, equipado com a torre ARL 3 e um canhão de 75mm L/32 ou L/44 usando um telêmetro óptico. Para limitar o peso, sua blindagem lateral deveria ser reduzida para trinta milímetros.
Em 1945, foi proposto construir um caça-tanques reformando o chassis S 35 existente com uma superestrutura para o canhão britânico de 17 libras (76,2mm).